# Proyecto Sinsonte
El Proyecto Ruiseñor (Project Mockingbird en inglés) fue una operación de escuchas telefónicas iniciada por el presidente de los Estados Unidos, John F. Kennedy, para identificar las fuentes de filtraciones del gobierno escuchando las comunicaciones de los periodistas.

## Historia
En octubre de 2001, el Centro Miller de Asuntos Públicos publicó transcripciones de conversaciones grabadas en secreto en el Despacho Oval durante el verano de 1962 en las que Kennedy tomó medidas, utilizando a la CIA, para espiar a Hanson W. Baldwin, el reportero de seguridad nacional de The New York Times. Baldwin había enfurecido al presidente con un artículo en la edición del 26 de julio de 1962 de The New York Times que divulgaba información clasificada de una Estimación de Inteligencia Nacional reciente, incluida una comparación de los arsenales nucleares de Estados Unidos y la Unión Soviética y los esfuerzos de la Unión Soviética para proteger sus sitios de misiles balísticos intercontinentales.
El conocimiento del Proyecto Sinsonte se hizo público en junio de 2007 cuando la CIA desclasificó un documento de 702 páginas ampliamente conocido como Joyas de la Familia. El documento fue compilado en respuesta a una directiva de mayo de 1973 del Director de la Inteligencia Central (DIC) James Schlesinger pidiendo a los empleados de la CIA que reporten cualquier actividad pasada o presente que pensaran que podría ser inconsistente con los estatutos de la Agencia. Según un memorando del Director de Seguridad Howard J. Osborn al Secretario Ejecutivo del Comité de Gestión de la CIA (el futuro DIC William Colby) que resumía las Joyas de la Familia:

Project Mockingbird, a telephone intercept activity, was conducted between 12 March 1963 and 15 June 1963, and targeted two Washington based newsmen who, at the time, had been publishing news articles based on, and frequently quoting, classified materials of this Agency and others, including Top Secret and Special Intelligence.
El Proyecto Sinsonte, una actividad de interceptación telefónica, se llevó a cabo entre el 12 de marzo de 1963 y el 15 de junio de 1963, y se dirigió a dos periodistas con sede en Washington que, en ese momento, habían estado publicando artículos de noticias basados en, y citando con frecuencia, materiales clasificados de esta agencia y otros, incluidos los servicios de inteligencia especial y de alto secreto.

Según los documentos desclasificados, la orden de escuchas telefónicas sin orden judicial provino del Director de la Inteligencia Central John McCone, quien coordinó con el fiscal general de los Estados Unidos Robert F. Kennedy, el Secretario de Defensa de los Estados Unidos Robert McNamara y el director de la Agencia de Inteligencia de Defensa Joseph Carroll. El programa fue dirigido por la Oficina de Seguridad, encabezada por Sheffield Edwards, quien recibió sus órdenes de McCone. Otro personal de la agencia incluía al director adjunto de la Inteligencia Central Marshall Carter, el director ejecutivo-contralor Lyman Kirkpatrick, el asesor jurídico Lawrence Houston y el asistente ejecutivo de McCone, Walter Elder. Una biografía interna de la CIA de McCone por el historiador jefe de la CIA David Robarge, hecha pública bajo una solicitud de la FOIA, identificó a los dos reporteros como Robert S. Allen y Paul Scott. La columna sindicada de ambos, «The Allen-Scott Report», apareció en hasta trescientos periódicos en el apogeo de su popularidad.
En 1975, la investigación de la Comisión Rockefeller examinó las investigaciones de la Oficina de Seguridad de la CIA que incluían vigilancia electrónica y encontró dos casos en los que los teléfonos de tres periodistas fueron intervenidos para determinar sus fuentes de información clasificada filtrada. La Comisión escribió: «Las investigaciones de la CIA a los periodistas para determinar sus fuentes de información clasificada se derivaron de las presiones de la Casa Blanca y fueron en parte el resultado de la falta de voluntad del FBI para emprender tales investigaciones. El FBI se negó a proceder sin una opinión previa de que la Justicia El Departamento procesará si se desarrolla un caso». Concluyeron: «La CIA no tiene autoridad para investigar a los periodistas simplemente porque han publicado información clasificada filtrada».
En 2009, Daniel L. Pines, consejero general adjunto de la Oficina del Consejero General dentro de la CIA, escribió una revisión de la ley publicada en el Indiana Law Journal desafiando la afirmación de que la mayoría de las actividades descritas dentro de Family Jewels eran ilegales. Pines escribió que a la CIA se le permitió participar en vigilancia electrónica sin orden judicial dentro de los Estados Unidos con la aprobación del fiscal general si el propósito era recopilar inteligencia extranjera, pero concluyó que el Proyecto Sinsonte probablemente no era legal porque el propósito aparente de la vigilancia era determinar una fuente de filtraciones en lugar de obtener inteligencia extranjera. Pines señaló que la Comisión Rockefeller estuvo de acuerdo con esta conclusión.